# برنارد تايلر
برنارد تايلر (29 أبريل 1902 - 10 نوفمبر 1987)  (بالإنجليزية: Bernard Tyler)‏ هو لاعب كريكت بريطاني (وحمل سابقاً جنسية المملكة المتحدة لبريطانيا العظمى وأيرلندا).